# Cepora eurygonia
Cepora eurygonia is een vlindersoort uit de familie van de Pieridae (witjes), onderfamilie Pierinae.
Cepora eurygonia werd in 1874 beschreven door Hopffer.